# Stonepeak
Stonepeak es una firma de inversión estadounidense con sede en la ciudad de Nueva York. La firma se centra en inversiones en infraestructura urbana y más recientemente en inmuebles. Tiene oficinas en Hong Kong, Houston, Londres, Sydney y Singapur. En 2022, la empresa fue clasificada por Infrastructure Investor como la sexta empresa de inversión en infraestructuras más grande, según los fondos administrados durante el período de los últimos cinco años. 

## Historia
En 2008, Michael Dorrell y Trent Vichie se unieron al fondo Blackstone Inc. procedentes de Macquarie Group. En 2011, su unidad se escindió como una empresa independiente llamada Stonepeak, con sede en Nueva York.     El primer fondo de la empresa, denominado Stonepeak Infrastructure Fund I, recaudó 1.650 millones de dólares para inversiones. Entre otras aportaciones, destacaron las inversiones de Virginia Retirement System y TIAA. 
En septiembre de 2018, Stonepeak recibió una inversión de 350 millones de dólares de Landmark Partners.  En marzo de 2021, Trent Vichie abandonó Stonepeak para fundar su propia empresa, EverWind Fuels.  En noviembre de 2021, Bloomberg News informó que Stonepeak estaba en conversaciones para expandirse a inversiones inmobiliarias y establecer su primer fondo de inversión inmobiliaria.  En efecto, en julio de 2022, lanzó su primer fondo inmobiliario, Stonepeak Real Estate Partners.  En septiembre de 2022, el Sistema de Retiro Municipal de Texas comprometió $150 millones para el fondo.  En julio de 2023, Blue Owl Capital realizó una inversión minoritaria en Stonepeak. 

## Adquisiciones
En marzo de 2017, Stonepeak adquirió Cologix .  En noviembre de 2020, Stonepeak adquirió Astound Broadband de TPG Capital por 3.600 millones de dólares,más 4.500 millones de dólares de deuda.  En noviembre de 2022, Stonepeak y Spirit Super adquirieron el puerto de Geelong por un montante de 732 millones de dólares. 
En abril de 2021, Stonepeak se asoció con EQT Partners para adquirir KPN, pero no se materializó.  En octubre de 2021. Stonepeak adquirió Teekay LNG por 6.200 millones de dólares.  En mayo de 2022, Stonepeak se asoció con Blackstone Real Estate Income Trust para adquirir The Cosmopolitan of Las Vegas por 5.650 millones de dólares. 

## Inversiones destacadas
- Astound Broadband[17]
- Cologix[12]
- CoreSite[14]
- The Cosmopolitan of Las Vegas[8]
- Intrado[14]
- Inspired Education Group[18]
- Lineage Logistics[19]
- NW Innovation Works[20]
- Port of Geelong[2]
- Teekay LNG[16]
- Xplore Inc.[21]